# Schronisko WKN na Polanie Chochołowskiej

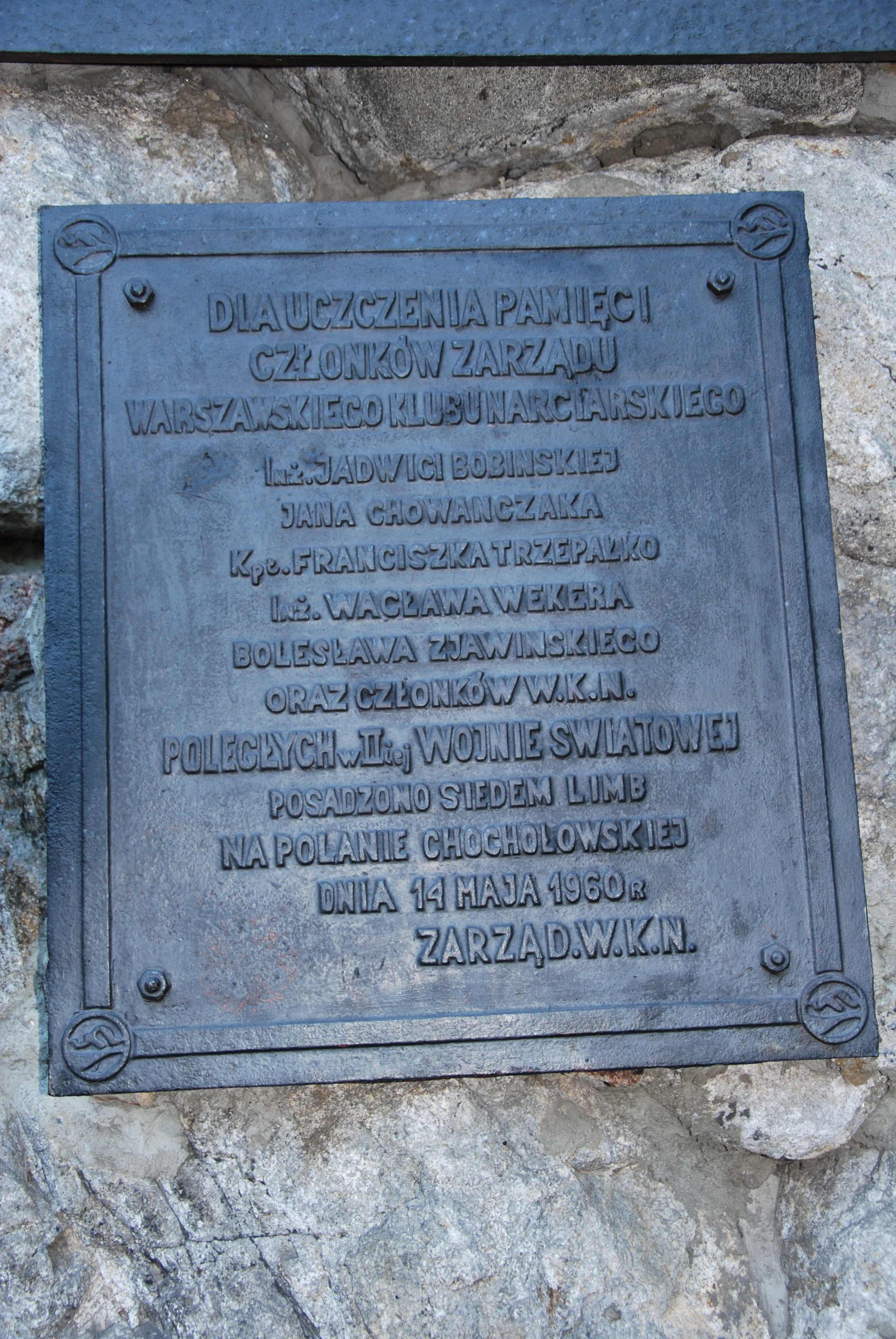
Tablica pamiątkowa na murach nowego schroniska

Schronisko WKN na Polanie Chochołowskiej – nieistniejące już tarzańskie schronisko turystyczne położone w Dolinie Chochołowskiej a wybudowane przez Warszawski Klub Narciarski (WKN). Uległo zniszczeniu pod koniec II wojny światowej.

## Historia
Warszawski Klub Narciarski formalnie wyodrębnił się z Warszawskiego Towarzystwa Łyżwiarskiego w 1923 roku. Niemal natychmiast w gronie jego członków zrodził się pomysł budowy własnego schroniska, jednak dopiero w 1927 roku podjęto decyzję o wzniesieniu dużego schroniska bazowego. Wtedy też powołano Komitet Budowy Schroniska, w którym oprócz członków WTN (Jan Chowańczuk, Franciszek Trzepałko, Wacław Weker) zasiadali też przedstawiciele innych organizacji – Walery Goetel z Sekcji Ochrony Przyrody Polskiego Towarzystwa Tatrzańskiego (PTT), Józef Oppenheim z Sekcji Narciarskiej PTT, Wilhelm Smoluchowski z Polskiego Związku Narciarskiego czy przedstawiciel Leśnictwa Witów.
Niedługo później członkowie Komitetu wybrali miejsce pod budowę na południowym skraju Polany Chochołowskiej (do tego czasu w Dolinie Chochołowskiej funkcjonowało jedynie niezagospodarowane i nieustannie dewastowane schronisko PTT u wylotu Doliny Starorobociańskiej). W 1928 roku zakupiono od gminy Witów stosowną działkę i uzyskano pozwolenie na budowę. Projekt architektoniczny opracował członek Komitetu Weker we współpracy z Maksymilianem Dudrykiem. Poświęcenie i wmurowanie kamienia węgielnego odbyło się 14 września 1930 r.
Schronisko Klubu w czasie powstania było największym tego typu obiektem położonym w Tatrach Polskich. Z tego też względu jego budowa wymagała energicznych poszukiwań źródeł finansowania. Sama organizacja była stosunkowo niewielka – liczyła w tym czasie ok. 170 członków, jednak do ich grona zaliczała się spora grupa osób stosunkowo zamożnych i wysoko postawionych. Także dzięki temu WKN zdołał pozyskać dotacje od licznych podmiotów trzecich takich jak Zarząd Miasta Stołecznego Warszawy, Bank Polski czy Bank Gospodarstwa Krajowego. Część materiałów budowlanych w naturze przekazały prywatne przedsiębiorstwa. Przy samej budowie pomoc oferowały z kolei organy lokalnej administracji.
Sama budowa, nad którą czuwali Weker i Dudryk, posuwała się dość szybko, dzięki czemu po roku od rozpoczęcia prac udostępniono pierwszych kilkadziesiąt tymczasowych miejsc noclegowych. Uroczyste otwarcie odbyło się 12 lutego 1933 r. w obecności prezydenta RP Ignacego Mościckiego. Obiekt poświęcił proboszcz kościeliski i taternik Jan Humpola. Schronisko dysponowało początkowo 120 miejscami noclegowymi (zarówno w większych salach zbiorowych, jak i w mniejszych pokojach) i salą jadalną o podobnej pojemności. W budynku znajdowały się świetlica, narciarnia, suszarnia, umywalnie, łazienki, natryski, kuchnie, spiżarnie i magazyny. Łączna kubatura (wraz z piwnicami) wyniosła 3125 m³, zaś wymiary zewnętrzne dwóch najdłuższych ścian 16,94 m × 21,36 m. Schronisko wyposażone było w oświetlenie elektryczne, centralne ogrzewanie, wewnętrzną kanalizację, a od 1932 r. połączenie telefoniczne. Na przełomie 1934 i 1935 roku uruchomiono pośrednictwo pocztowo-telekomunikacyjne (jedyne w Tatrach Polskich). Gospodarzem, a później współwłaścicielem był Marian Kozłowski.
Z uwagi na fakt, że frekwencja należała do najwyższych w Tatrach, już w 1935 roku schronisko rozbudowano, uzyskując dodatkowych 75 miejsc noclegowych (łącznie 200, w tym 170 na łóżkach, a 30 na dostawkach z siennikami). Zimą organizowano liczne kursy narciarskie, oferując przy tym wysokie zniżki dla młodzieży uczącej się.
Po wybuchu II wojny światowej schronisko zamknięto i przekazano pod nadzór gminy. W grudniu 1939 roku władze okupacyjne umieściły w obiekcie jednostkę Grenzschutzu, przebudowując je następnie na koszary szkoły narciarskiej żandarmerii. Jednocześnie pełnił także rolę pensjonatu. W drugiej połowie 1943 roku nasilające się ataki partyzantów zmusiły siły niemieckie do wycofania się – od tego czasu budynek schroniska pozostawał niezagospodarowany i niszczał. Tymczasowo korzystali z niego kurierzy tatrzańscy i przemytnicy. Obiekt uległ zniszczeniu w czasie akcji przeciwko oddziałom partyzanckim i ich kryjówkom na przełomie 1944 i 1945 roku. Najprawdopodobniej 4 stycznia 1945 r. (w literaturze pojawiają się też inne daty) schronisko zostało trafione artyleryjskim pociskiem zapalającym i doszczętnie spłonęło. W tym samym czasie w niższych partiach Doliny Chochołowskiej zniszczone zostały bufet Blaszyńskich i schronisko Bukowskich – miesiąc po schroniskach Maťašáka, Ťatliaka i Żarskim w pobliskich słowackich dolinach: Rohackiej, Zuberskiej i Żarskiej.
W 1953 roku na parceli przejętej od WKN Polskie Towarzystwo Turystyczno-Krajoznawcze wybudowało nowe schronisko według projektu Anny Górskiej. Delegacja Klubu w 1958 r. wmurowała w jego ścianę tablicę pamiątkową poświęconą siedmiorgu członków WKN i budowniczym pierwszego obiektu, którzy ponieśli śmierć w czasie wojny. Wówczas też zasadzono siedem symbolicznych limb.

## Forma architektoniczna
Schronisko zbudowano jako trzykondygnacyjny budynek nawiązujący do architektury regionalnej. Składał się z dwóch ustawionych prostopadle skrzydeł. Całość posadowiono nad murem oporowym i tarasem. Zbudowany z kamienia parter mieścił m.in. recepcję, kuchnię, pralnię, szuszarnię, narciarnię, pomieszczenie służbowe oraz (w pierwotnym kształcie) trzy pokoje sypialne. Wyższe kondygnacje wzniesiono z jodłowych płazów. Pierwsze piętro posiadało obszerną werandę (2,50 × 9,12 m) zlokalizowaną na wprost wewnętrznej klatki schodowej, bufet oraz dwie świetlice, a w części sypialnej cztery pokoje oraz łazienki. Najwyższa kondygnacja zwieńczona była stromym półszczytowym dachem krytym gontem.

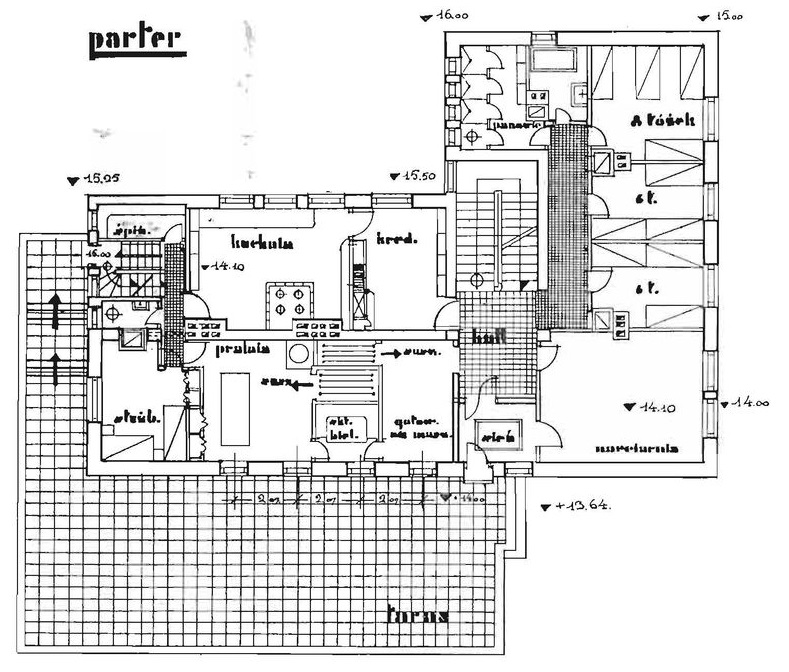
Plan parteru
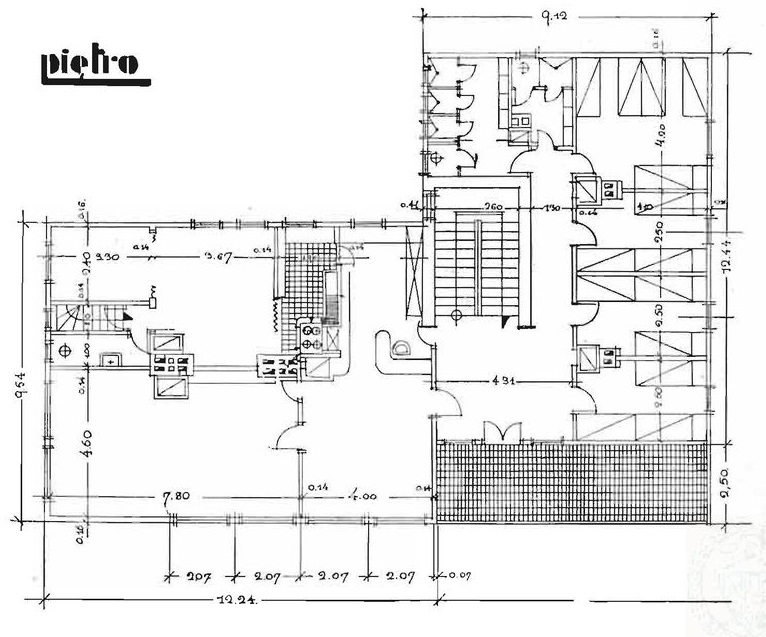
Plan I piętra